# Jalaf ibn Rashid
Jálaf ibn Ráshid ibn Asad fue un militar y político de Al-Ándalus en el siglo IX. Tras participar en una rebelión contra el poder central y reconciliarse con el califato de Córdoba estableció una dinastía que abarcó partes de la provincia de Huesca.

## Biografía
Fue señor del castillo de Entenza y lugarteniente de Bahlul Ibn Marzuq, el líder rebelde de Zaragoza, que conquistó Huesca en el año 800. Como tal fue embajador de Bahlul ante Guillermo I de Tolosa en la dieta de Tolosa de 798 en la que se buscaba el apoyo carolingio a los rebeldes. Guillermo recomendó a Bahlul eliminar a Jálaf, siendo este capturado. Pero en espera de su envío a Tolosa, la familia de Jálaf consiguió liberarlo durante su paso por Yaso, cerca de Morrano. El clan se dirigió a Barbastro, donde empezaron una guerra contra Bahlul.
Bahlul fue mientras derrotado por las tropas enviadas por el valí califal y huyó a Pallars. Fue finalmente asesinado por Jálaf Ibn Ráshid. El gobierno andalusí lo recompensó con el gobierno de Huesca y la Barbitania. En su nueva base de poder reconstruyó la ciudad de Barbastro donde se había situado la ciudad romana de Barbastur. Construyó igualmente un castillo en Alquézar. También se recuerda de su gobierno su absolución en 851 de las hermanas Alodia y Nunilo, acusadas de apostasía del Islam y posteriormente veneradas como santas por la Iglesia.
Jálaf había gobernado Huesca durante 60 años (802-862) cuando fue transferida a los Banu Qasi siendo nombrado gobernador Musa ben Galindo. Jálaf fue enterrado en la Peña de los Cuervos de Barbastro, su capital. Su familia, los Banu Jalaf siguieron como gobernantes de la Barbitania veinte años más.